# Puerto Calero
Puerto Calero is een plaats in de gemeente Yaiza op het Spaanse eiland Lanzarote. Het dorp telt 301 inwoners (2007).
De nederzetting Puerto Calero bestaat uit een luxe jachthaven en exclusieve villa's en appartementen, ontworpen door Luis Ibañez Magalef. De plaats is genoemd naar de bedenker José Calero, die in 1983 het idee had om een luxe resort te bouwen. De aanleg startte in 1986 en in 1989 werd het geopend.